# الفحص (شهر)
الفحص (به عربی: الفحص) یک منطقهٔ مسکونی در تونس است که در استان زغوان واقع شده‌است.